# Johannes Georg Sartorius
Johannes Georg Sartorius (auch Johann Georg Sartorius, * im 17. Jahrhundert in Bamberg; † 18. April 1696 ebenda) war ein deutscher Mediziner und Stadtphysicus in Bamberg.

## Leben
Johannes Georg Sartorius war Mitglied des Ärztekollegiums zu Prag und wirkte in der 2. Hälfte des 17. Jahrhunderts als Arzt und Stadtphysicus in Bamberg.
Am 4. März 1679 wurde Johannes Georg Sartorius unter der Matrikel-Nr. 84 mit dem akademischen Beinamen Calais als Mitglied in die Leopoldina aufgenommen.